# Cooee
Cooee är en ort i Australien. Den ligger i kommunen Burnie och delstaten Tasmanien, i den sydöstra delen av landet, omkring 240 kilometer nordväst om delstatshuvudstaden Hobart. Antalet invånare är 573.
Närmaste större samhälle är Burnie, nära Cooee. 
Genomsnittlig årsnederbörd är 2 259 millimeter. Den regnigaste månaden är augusti, med i genomsnitt 312 mm nederbörd, och den torraste är januari, med 91 mm nederbörd.